# Masakr Arabů během zanzibarské revoluce

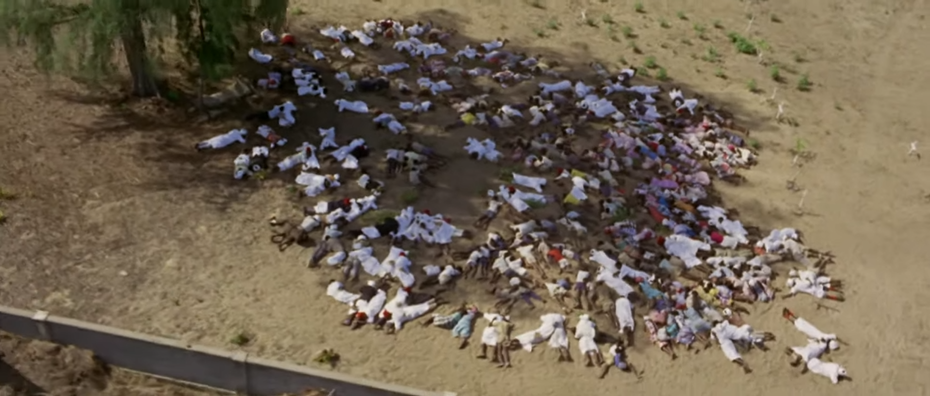
Scéna z filmu Africa Addio ukazující údajně těla Arabů zabitých při zanzibarském masakru

Masakr Arabů během zanzibarské revoluce byla tragická událost postihující arabskou komunitu na ostrově Zanzibar v době probíhající Zanzibarská revoluce, která propukla v lednu 1964. V tomto období se Arabové stali oběťmi systematického násilí ze strany většinové černošské africké populace. Akce zahrnovaly masové vraždy, znásilňování, mučení a deportace, přičemž hlavní roli hrály milice spojené s Afro-Shirazi Party a Umma Party. I když přesný počet obětí zůstává nejasný, odhady se pohybují mezi 13 000 a více než 20 000 zabitými Araby. Tato událost je některými historiky a analytiky označována za genocidu.
Tato tragická kapitola zanzibarské historie často zůstává v pozadí veřejného povědomí a diskuse. Masakry, které se odehrály během zanzibarské revoluce, jsou z velké části zapomenuty a zůstávají mimo hlavní proud veřejné debaty. Přestože se výročí revoluce na Zanzibaru slaví jako povstání proti otroctví a útlaku, je důležité si připomenout, že otroctví bylo na ostrově zrušeno již desítky let před těmito událostmi. Vzpomínky na masakry jsou často zastíněny, bagatelizovány nebo dokonce vyloučeny z oficiálních vyprávění o této době.

## Počet mrtvých
Historik Jonathon Glassman odhadoval, že Zanzibar do konce roku 1964 ztratil čtvrtinu nebo více své arabské populace v důsledku vyhnání, útěku nebo masových vražd. Podle Okella bylo zabito 11 995 Arabů a dalších 21 462 bylo zadrženo. Bývalý premiér Ali Muhsin naopak odhadoval, že 26 000 Arabů bylo zadrženo a 100 000 násilně deportováno. Člen nové revoluční vlády na Zanzibaru, Seif Sharif Hamad, sdělil, že mu bylo řečeno o více než 13 000 zabitých, většinou Arabech. Více zdrojů se shoduje, že počet zabitých Arabů přesáhl 20 000.